# Coupe de Tunisie masculine de basket-ball 2012-2013
Navigation
Coupe de Tunisie 2011-2012 Coupe de Tunisie 2013-2014
La coupe de Tunisie 2012-2013 est la 57e édition de la coupe de Tunisie masculine de basket-ball, compétition à élimination directe mettant aux prises des clubs de basket-ball amateurs et professionnels affiliés à la Fédération tunisienne de basket-ball.
Le tenant du titre est l'Étoile sportive du Sahel, vainqueur durant la saison précédente de l'Étoile sportive de Radès.

## Résultats

### Seizièmes de finale
| Date             | Équipe à domicile            | Équipe à l'extérieur              | Score |
| ---------------- | ---------------------------- | --------------------------------- | ----- |
| 22 décembre 2012 | Club africain                | Club athlétique du Kef            | 99-37 |
| 22 décembre 2012 | ASC Bizerte                  | Gazelec sport de Tunis            | 54-60 |
| 22 décembre 2012 | Basket Club de Béja          | Club sportif de Hammam Lif        | 62-45 |
| 22 décembre 2012 | Stade sportif de Kasserine   | Club sportif des cheminots        | 68-71 |
| 22 décembre 2012 | Dalia sportive de Grombalia  | Avenir sportif de La Marsa        | 80-47 |
| 22 décembre 2012 | Stade nabeulien              | TACAPES Basket-ball Club de Gabès | 73-48 |
| 22 décembre 2012 | Union sportive monastirienne | Jeunesse sportive d'El Menzah     | 66-58 |

### Huitièmes de finale
| Date            | Équipe à domicile               | Équipe à l'extérieur         | Score |
| --------------- | ------------------------------- | ---------------------------- | ----- |
| 26 janvier 2013 | Basket Club de Béja             | Club africain                | 49-95 |
| 26 janvier 2013 | Étoile sportive du Sahel        | Étoile sportive goulettoise  | 68-61 |
| 26 janvier 2013 | Jeunesse sportive kairouanaise  | Avenir sportif de La Marsa   | 71-53 |
| 26 janvier 2013 | Association sportive d'Hammamet | Union sportive monastirienne | 78-80 |
| 26 janvier 2013 | Club athlétique bizertin        | Club sportif de Hammam Lif   | 94-75 |
| 26 janvier 2013 | Ezzahra Sports                  | Dalia sportive de Grombalia  | 95-59 |
| 26 janvier 2013 | Stade nabeulien                 | Club sportif des cheminots   | 56-45 |
| 26 janvier 2013 | Gazelec sport de Tunis          | Étoile sportive de Radès     | 56-72 |

### Quarts de finale
| Date         | Équipe à domicile              | Équipe à l'extérieur         | Score |
| ------------ | ------------------------------ | ---------------------------- | ----- |
| 15 mars 2013 | Stade nabeulien                | Union sportive monastirienne | 78-72 |
| 16 mars 2013 | Jeunesse sportive kairouanaise | Ezzahra Sports               | 90-76 |
| 16 mars 2013 | Étoile sportive du Sahel       | Club africain                | 76-74 |
| 16 mars 2013 | Club athlétique bizertin       | Étoile sportive de Radès     | 92-74 |

### Demi-finales
| Date          | Équipe à domicile        | Équipe à l'extérieur           | Score |
| ------------- | ------------------------ | ------------------------------ | ----- |
| 13 avril 2013 | Club athlétique bizertin | Stade nabeulien                | 68-83 |
| 13 avril 2013 | Étoile sportive du Sahel | Jeunesse sportive kairouanaise | 76-62 |

### Finale
| Date        | Lieu      | Équipe à domicile        | Équipe à l'extérieur | Score |
| ----------- | --------- | ------------------------ | -------------------- | ----- |
| 11 mai 2013 | El Menzah | Étoile sportive du Sahel | Stade nabeulien      | 73-68 |

## Champion
- Étoile sportive du Sahel
  - Président : Ridha Charfeddine
  - Entraîneur : ?
  - Joueurs : Marouen Lahmar, Omar Mouhli, Zied Toumi, Ziyed Chennoufi, Makrem Ben Romdhane, Atef Maoua, Brahim Naddari, Moez Mestiri